# خوان كارلوس مانديا
خوان كارلوس ماندييا لورينزو (17 يناير 1967) هو لاعب كرة قدم إسباني مُعتزل، لعب كمدافع، وهو حاليًا مساعد مدرب نادي القادسية السعودي.

## الحياة المهنية

### اللعب
وُلد خوان كارلوس مانديا في ألفوز بمقاطعة لوغو. على مدار 16 عامًا من مسيرته الكروية، لعب مع عدة أندية في الدوري الإسباني مثل ريال مدريد كاستيا وأضاف ظهورًا واحدًا للفريق الأول، كما لعب نادي ريال مدريد الإسباني، ونادي سيلتا فيجو - مما ساعد في ترقيته عام 1992 إلى الدوري الإسباني. لعب أيضا مع نادي لوغرونيس ونادي ديبورتيفو طليطة ونادي قرطبة. شارك مانديا في 88 مباراة في الدوري الممتاز على مدار ستة مواسم، ولم يسجل خلالها أي هدف.

### التدريب
بدأ مانديا مسيرته التدريبية بعد عامين من اعتزاله، وحقق الترقية من دوري الدرجة الثانية مع نادي هيركوليس في عام 2005. في موسم 2006–07 من دوري الدرجة الثانية، عمل مساعدًا لميشيل في ريال مدريد كاستيا، حيث هبطوا في النهاية إلى مستوى أدنى.
ثم تولى ماندييا منصب المدير الفني للفريق، وفشل في الوصول إلى الأدوار الإقصائية بفارق نقطة واحدة فقط في موسم 2007-2008. بعد فترة ثانية قضاها في نادي هيركوليس، تم تعيينه مديرًا فنيًا لنادي راسينغ سانتاندير في أواخر يونيو 2009. بعد بداية سيئة للموسم، حيث حصل على نقطة واحدة فقط في أول خمس مباريات على أرضه، تم إقالته من قبل نادي كانتابريا في 9 نوفمبر. عاد مانديا إلى اللعب في أواخر سبتمبر 2010، ليحل محل جونزالو أركونادا المفصول في نادي تينيريفي (خمس مباريات، خمس خسائر). في 23 يناير 2011، وبعد التعادل 1-1 على أرضه ضد لاس بالماس ، تم طرده أيضًا.
في ديسمبر 2013، تم تعيين ماندييا في نادي الدرجة الثانية ديبورتيفو ألافيس، ولكن تم إعفائه من مهامه بعد ثلاثة أشهر فقط من توليه المسؤولية. في 10 فبراير 2015 تم تعيينه في نادي سي إي ساباديل لكرة القدم لبقية الموسم، وغادر في 10 يونيو بعد هبوط الفريق الكتالوني إلى الدرجة الثالثة.
عمل مانديا كمدير مساعد لميشيل في نادي أولمبيك مرسيليا بالدوري الفرنسي الأول، نادي ملقة، نادي يونيفرسيداد ناسيونال التابع لدوري Liga MX،  نادي خيتافي، أولمبياكوس من الدوري اليوناني الممتاز،  و الدوري السعودي للمحترفين نادي القادسية.